# 赵克石
赵克石（1947年11月—），河北省高阳县人。中国人民解放军上将，中共第十七屆、十八届中央委員，中共中央军事委员会委员、中华人民共和国中央军事委员会委员。

## 生平
1968年参军，曾任南京军区军训部干部训练处处长，后调任陆军第三十一集团军参谋长，不久晋升为南京军区副参谋长。2000年底，任陆军第三十一集团军军长。2004年6月，任南京军区参谋长。2007年中，任南京军区司令员。2012年10月，接替廖锡龙任中国人民解放军总后勤部部长，并循例成为中共中央军事委员会委员、中华人民共和国中央军事委员会委员。2015年11月，任新成立的中央军事委员会后勤保障部首任部长。
2005年，晋升中将军衔。2010年7月19日，晋升上将军衔。